# Papillon (manga)
Papillon - Fiori e farfalle (パピヨン―花と蝶―?, Papiyon -Hana to Chō-) è un manga shōjo scritto da Miwa Ueda, una mangaka giapponese, già conosciuta per la sua serie Peach Girl. In Italia il fumetto è stato pubblicato da Star Comics.

## Storia
Ageha e Hana Mizuki sono gemelle. Alla nascita Ageha venne lasciata alla nonna in campagna mentre Hana visse in città con i genitori. All'età di 7 anni la nonna si ammalò quindi Ageha andò a vivere con i genitori e la sorella gemella.
Le ragazze ora sono alle superiori e sono una l'opposto dell'altra. Ageha, crescendo in campagna è diventata un po' maschiaccio, riservata e non molto carina, con gli occhiali che celano i suoi grandi occhi azzurri. Hana d'altro canto è molto bella, spigliata e popolare. Ageha prova un grande complesso di inferiorità nei confronti della sorella.
Un giorno le compagne di scuola di Ageha vanno ad un concerto lasciando la ragazza con una sua amica. Il ragazzo che piace a lei, Ryusei Koike pensa di chiudere il negozio di dolci dove lavorano ed andare al concerto con le ragazze, ma Ageha passa e lascia andare l'amica con Ryusei. Ageha, facendo le pulizie, si sente una Cenerentola che non può andare al ballo e dice che vorrebbe anche lei una fata madrina. E proprio in quel momento un ragazzo con una maschera a forma di testa di cavallo corre dentro al locale e si nasconde sotto un tavolo, essendo inseguito da alcune ragazze. Il ragazzo è Ichi-chan, il nuovo consulente scolastico che frequenta ancora l'università. Ichi-chan scopre una foto di Ageha e Ryusei scattata di nascosto e ci scrive sopra un "desiderio" di Age, stare con Ryusei. Hana scopre la foto e quando Ryusei ha un appuntamento con Ageha, Hana si presenta con dei vesiti molto simili a quella della gemella, solo che a lei stanno visibilmente meglio e piano piano fa breccia nel cuore del ragazzo e quella sera si mettono insieme. Pochi giorni dopo la ragazza del negozio di dolci prende la foto di Ageha e la fa vedere a tutta la classe e Age dallo sconforto va sul tetto e cerca di suicidarsi ma viene fermata dal consulente, Hayato Ichijiku, nonché uomo-cavallo che convince Ageha a non vergognarsi di quello che prova per Ryusei. Il coraggio della ragazza ad entrare in classe e di parlare liberamente le fa conquistare delle nuove amiche e in questo modo inizia piano piano la sua evoluzione in farfalla.
Poco dopo Ageha si innamora di Ichi-chan e si mette insieme a lui. Da qui ne nascono molti problemi, che si risolvono poi con l'amore dei due ragazzi.

## Personaggi
Ageha Mizuki : lei è la timida protagonista, molto riservata e considerata poco attraente rispetto alla sua sorella gemella per la sua frangetta, gli occhiali e l'acne, ma ha un cuore d'oro. Piano piano comincia a dimenticare Ryusei per iniziare a provare qualcosa per il consulente psicologico Ichijiku.
 Hana Mizuki : lei è la sorella di Ageha. È bella e per questo cambia spesso ragazzi. Spesso utilizza la sua bellezza per manipolare la gente e diventa spesso gelosa, soprattutto di sua sorella. In seguito si scoprirà che Hana prova un complesso di inferiorità nei confronti della gemella, Ageha, perché nonostante Hana sia bella, i ragazzi vogliono una ragazza con la personalità di Ageha.
 Ryusei Koike : lui è l'amico di infanzia di Ageha. È considerato da tutti un bel ragazzo. Ageha ha una cotta per lui sin da quando erano bambini. In seguito confesserà ad Hana che il suo primo amore fu Ageha e lui sarebbe uscito con lei se solo glielo avesse chiesto.
 Hayato Ichijiku : è il nuovo consulente psicologico della scuola sebbene stia ancora studiando all'università. Ha una personalità un po' perversa e quando esce gli piace fare lo scemo però è geniale. Incoraggia Ageha a credere nei suoi obiettivi e a non scoraggiarsi. Al Lunapark, Ageha gli confessa di essersi innamorata di lui e lui dice che le cose tra di loro potrebbero funzionare. Un giorno in cui lei è malata Hana si presenta da Ichi-chan e vanno a mangiare assieme, facendogli spendere un mucchio di soldi (toccando a malapena il cibo) e facendogli perdere un sacco di tempo. Il giorno dopo lui si veste di nero e dice ad Ageha che le cose tra di loro non possono funzionare ma dopo che un professore gli ha fatto notare la somiglianza tra Hana e Ageha e dopo un discorso con Ageha sulla sua personalità, Hayato capisce che la ragazza con cui è uscito non era Ageha, bensì Hana. Lui si prende la rivincita facendole fare cose imbarazzanti fingendo di credere che lei sia sua sorella. Poi va a trovare Ageha e le dice che lui prova ancora interesse a stare con lei.
 Ran Ichijiku : è la sorella di Hayato. In un primo momento Ageha crede che loro siano sposati e che i bambini dei quali lei si è dovuta occupare fossero figli di loro due. In realtà Ran affida a Hayato i bambini quando lei va a fare shopping. I suoi due piccoli si chiamano Rui e Mari.
 Rui e Mari : sono i figli di Ran. Sono due bambini molto difficili da gestire e Ran passa sempre dei momenti duri con loro mentre Ageha (con i consigli di sua mamma) riesce a calmarli con il gioco del bubù-settete.